# Piavon (Oderzo)
Piavon is een plaats (frazione) in de Italiaanse gemeente Oderzo.